# Bajo sospecha (libro)
Bajo sospecha es el séptimo libro del uruguayo Fernando Amado. El mismo fue editado por la Editorial Sudamericana en 2013.

## Reseña
«Bajo sospecha. Militares en el Uruguay democrático.» Son entrevistas y una investigación, sobre la historia de las Fuerzas Armadas del Uruguay.
En la tapa de libro se ven los botones e insignias del uniforme militar. El libro fue presentado en la Casa del autor, AGADU con la presencia de Alfonso Lessa.